# بن چیلول
بن چیلول (انگلیسی: Ben Chilwell؛ زادهٔ ۲۱ دسامبر ۱۹۹۶) بازیکن فوتبال اهل انگلستان است.
از باشگاه‌هایی که در آن بازی کرده است می‌توان به لستر سیتی و هادرزفیلد تاون و چلسی اشاره کرد.
وی همچنین در تیم ملی فوتبال تیم ملی انگلستان بازی کرده است. چیلول در تاریخ ۲۶ اوت ۲۰۲۰ بامبلغ ۵۰ میلیون دلار به چلسی پیوست.